# Ode aan het rode, versla het zwarte
Ode aan het rode, versla het zwarte was een Chinees-socialistische politieke beweging van oud-politicus Bo Xilai die geïnspireerd was op de Culturele Revolutie. Het duurde van 2007 tot 2012. De heer Bo had met succes zijn gedachtes in zijn lokale politieke gebied (Chongqing) kunnen invoeren en probeerde bij het 17e congres van het Chinees politbureau zijn gedachtes landelijk in te voeren. De beweging was een reactie op het steeds groter wordende welvaartsverschil onder de Chinese bevolking en de grootschalige corruptie op lokaal en nationaal niveau.
Het rode verwees naar de socialistische beweging die uit vier activiteiten bestond: socialistische liederen zingen, socialistische boeken lezen, socialistische verhalen vertellen en het verspreiden van socialistische motto's. Het zwarte verwees naar de maffia. 
De stad Chongqing werd tijdelijk de Rode stad van het westen (西红市) genoemd. De lokale propaganda en onderwijs werden omgezet naar de vorm die tijdens Mao Zedongs regeerperiode gangbaar waren. Tussen 2009 en 2011 werd 4781 verdachten gearresteerd die iets te maken zouden hebben met de maffia. Hierbij zaten negentien verdachte bendeleiders, honderden verdachte bendeleden en een aantal politieagenten en andere overheidsambtenaren en leden van de Chinese communistische partij die van corruptie werden beschuldigd.
Bo's beweging stopte abrupt toen hij uit het politieke arena moest verdwijnen vanwege het Wang Lijun incident.